# Onraita
Onraita (oficialmente Onraita/Erroeta) es un concejo del municipio de Arraya-Maestu, en la provincia de Álava. 

## Toponimia
En el año 1025 en la Reja de San Millán, consta como Erroheta.Otras denominaciones que ha tenido son Honrayta (1257), Onrraita (1456-58), Hondraita (1483), Onraita - Erroeta(1986).

## Geografía física
En las laderas de los Montes de Iturrieta, en el extremo occidental de las sierras de Encía y Urbasa, y dominado por la cima de Santa Elena (1.109 m.), se encuentra la localidad más alta de la provincia de Álava,a 962 m. de altura, junto al nacedero del arroyo Igoroin o Musitu, subafluente del río Ega.
| Noroeste: Guereñu y Jáuregui (Álava) | Norte: Alaiza y Eguileor | Nordeste: Alangua |
|                                      |                          |                   |
| Suroeste: Musitu                     |                          | Sureste: Roitegui |

## Despoblados
Forma parte del concejo una fracción del despoblado de:
- Aizpilleta.[5]

Forma parte del concejo el despoblado de:
- Donas.[6]

## Historia
Por su asentamiento, fue ruta importante para las gentes que procedían de la Rioja y Navarra hacia la Llanada y provincias limítrofes. Por tal situación, la villa fue codiciada por diferentes linajes.
Sus primeros señores fueron los Gaona, bajo cuyo dominio permaneció hasta mediados del siglo XV, para pasar después a los linajes de los Ayala, señores de Salvatierra hasta el siglo XVII, en que los Porceles de Granada, Marqueses de Villa Alegre, se hacen con su dominio.
Hacia mediados del siglo XIX, el lugar, por entonces perteneciente al ayuntamiento de Laminoria, tenía contabilizada una población de 96 habitantes. Aparece descrito en el duodécimo volumen del Diccionario geográfico-estadístico-histórico de España y sus posesiones de Ultramar de Pascual Madoz con las siguientes palabras:

ONRAITA: v. del ayunt. de Laminoria en la prov. de Alava (á Vitoria 5 leg.), part. jud. de Salvatierra (1 1/2), aud. terr. de Bürgos (25), c. g. de las Provincias Vascongadas, dióc. de Calahorra (14). sit. en una planicie que forma la cúspide de un elevado monte, dominado de otros; clima frio y húmedo, combatido de los vientos N. y NO. y se padecen algunos constipados. Tiene 17 casas, ademas de la del concejo, llamada asi por que se reunian en ella los vec. cuando habia ayunt. y ahora sirve de cárcel; escuela de primera educacion para ambos sexos, frecuentada por 26 alumnos y dotada con 17 fan. de trigo; igl. parr. dedicada á San Lorenzo, servida por dos beneficiados; una ermita (San Juan Bautista), y para uso de los hab. una fuente inmediata á la igl. El térm. confina N. Alaiza, mediando la sierra; E. Salvatierra; S. Roitegui, y O. Musitu; encontrándose mucho arbolado y monte por todas direcciones escepto por S. que está cultivado. El terreno es pedregoso, frio y poco productivo; le atraviesa un arroyo que por esta parte es uno de los primeros afluentes del r. Ega. caminos: los locales en mal estado: el correo se recibe en Salvatierra por los mismos interesados. prod.: trigo, cebada, avena, yeros, centeno y lentejas; cria de ganado vacuno, caballar, cabrío y lanar; caza de palomas, liebres, zorros y lobos. pobl.: 12 vec., 96 alm. riqueza y contr.: con su ayuntamiento (V.).
(Madoz, 1849, pp. 277-278)

En 2022, tenía empadronados veintidós habitantes.

## Demografía
| Gráfica de evolución demográfica de Onraita entre 2000 y 2017 |
|                                                               |
| Población de derecho según los censos de población del INE.   |

## Cultura

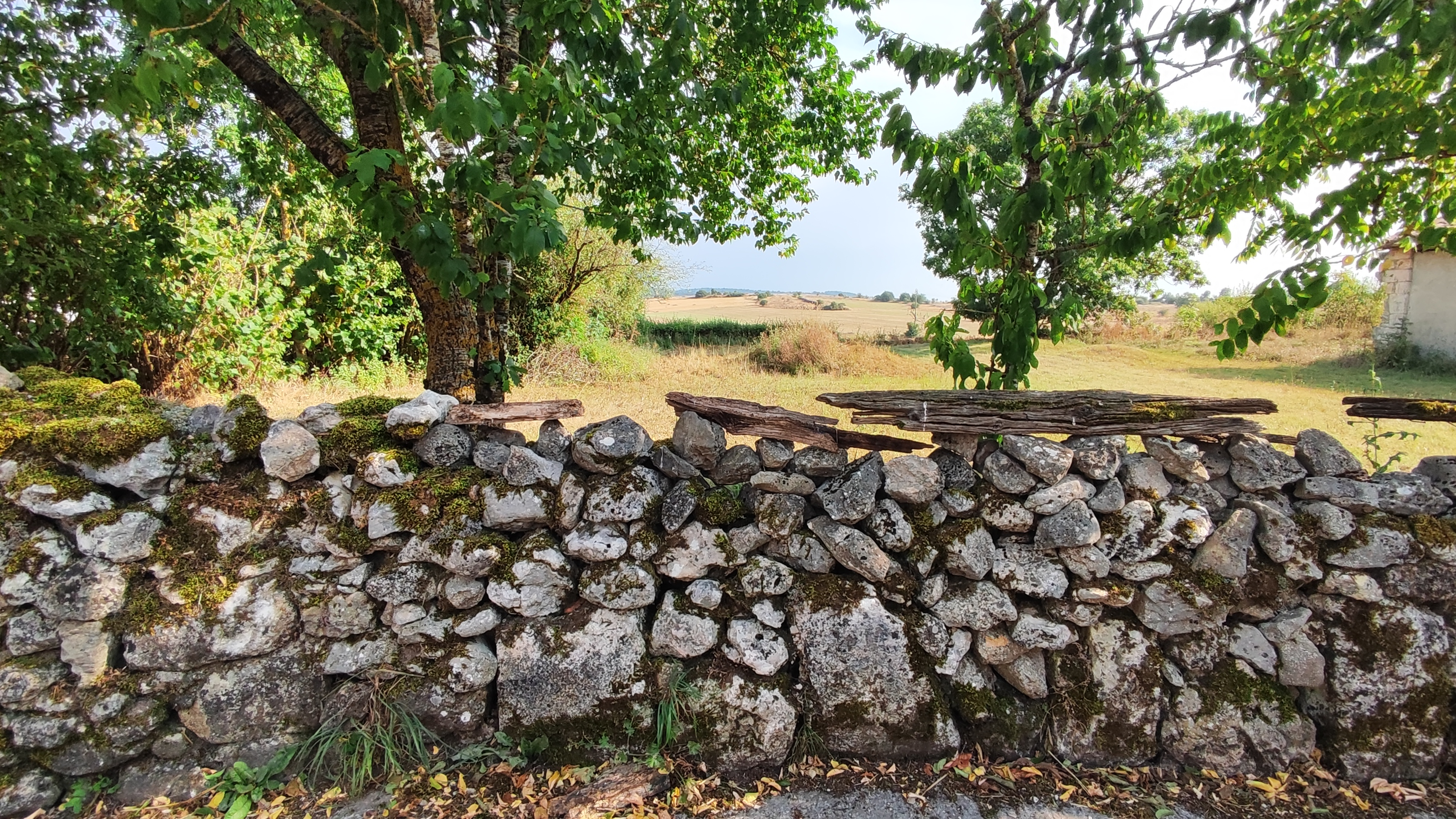
Muro de piedra seca en Onraita

### Patrimonio material
- Iglesia de la Natividad de Nuestra Señora.[10][11]
- Fuente, lavadero y abrevadero.[12]
- Fuente abrevadero de la plaza.[13]
- Frontón.[14]
- Algunas casas cuentan con elementos arquitectónicos góticos-renacentistas, como las portadas en arco de medio punto o las ventanas pequeñas para protegerse del frío, en dos de las cuales resaltan un escudo de armas y un escudete clerical con llaves.[2]

### Patrimonio inmaterial
- Las fiestas se celebran en honor a San Juan, el 24 de junio.[2]